# Comités de soldats
Les comités de soldats, ou luttes des soldats, a été l'une des composantes d'un mouvement des soldats apparu dans les casernes françaises dans les années 1973 à 1978 qui regroupait des appelés souhaitant faire connaître ce qui se passait dans les casernes[Quoi ?]. Ils exprimaient des revendications de dignité humaine, contre le monde militaire fermé où toute contestation était vivement réprimée par une justice d'exception.
Des comités ont aussi été actifs aux Pays-Bas dans les années 1970 et 1980.

## Origines

### L'Appel des 100
À la veille du deuxième tour de l'élection présidentielle de 1974 entre Valéry Giscard d'Estaing et François Mitterrand, 100 soldats appelés du contingent demandent aux candidats de se prononcer publiquement sur un ensemble de revendications : libre choix de la date d'incorporation, droit pour les engagés de résilier leur contrat, suppression des brimades et des incorporations hors frontières, solde égale au SMIC, liberté d'expression, d'information et d'organisation dans les casernes, abolition des tribunaux militaires ainsi que la gratuité dans les transports.
Cette initiative, intitulée l'Appel des 100, a suscité un vaste mouvement de signatures qui, de jour en jour, a pris de l'ampleur. Ainsi, en quelques mois, il fut signé par plus de 5 000 soldats.

### Manifestations
Le 10 septembre 1974, des appelés du 19e régiment d'artillerie de Draguignan manifestent dans les rues de cette ville pour dénoncer le racisme et les brimades dont les appelés sont victimes par la hiérarchie militaire.

### Responsabilités de la hiérarchie
La hiérarchie militaire, en voulant contrôler l'ampleur de ces mouvements, en a parfois facilité l'organisation[réf. nécessaire].
Par exemple, au 19e Groupe de Chasseurs Mécanisés (Villingen, RFA), le commandant en second a convoqué, le même jour (en septembre 1974) et à la même heure, une douzaine d'appelés du contingent 74/08, derniers sursitaires de 1968, fichés dans le civil pour activités militantes. Les recevant l'un après l'autre, il les a informés qu'ils étaient repérés et ne devaient pas exprimer de revendications pendant leur service. Cela a donné l'occasion à ces appelés de se rencontrer puis de créer un comité de soldats, résultat qui aurait pu ne pas se produire.

## Comités de soldats
À la suite de ces initiatives militantes, des comités de soldats se sont développés dans certaines casernes.
Ces comités créent de nombreux journaux qui sont alors diffusés dans la plupart des casernes de France et d'Allemagne de l'Ouest.
Par exemple, au 4e Régiment du Génie de la Valbonne, sort au printemps 1975 un journal intitulé Le Mauvais génie.
D'autres titres divers : Boulet Rouge, La Cause du soldat, Arrête ton char, Gardavoufix, Spirate-rouge, R.A. le bol, Le Sort du Con", Le Hussard en a marre (9e régiment de hussards de Sourdun entre 1977 et 1978)  
Ces exemples de créations de nombreux journaux de caserne se réalisent en peu de mois. Ce mouvement s'est développé d'une façon si rapide et si vaste que le gouvernement de l'époque prit peur[réf. nécessaire] qu'il devienne plus vaste.
Ainsi, grâce à l'Appel des 100, le mouvement des soldats a conquis une sorte d'expression de fait qui créait un contrepoids aux pouvoirs de la hiérarchie militaire alors puissante.

## Répressions
Face à la contestation, des punitions telles que des jours d'arrêts de rigueur à l'isolement ont été infligés sans jugement[réf. nécessaire] à des appelés pour manifestation contraire à  la discipline et/ou propagande antimilitariste.
L'armée n'a jamais communiqué sur ces jours d'arrêts. Chaque peine n'excédant pas les soixante jours, il n'y eut pas de procès, public, au Tribunal Permanent des Forces Armées.
Pour essayer d'éradiquer ce mouvement de soldats, la mesure prise a été de réactiver la Cour de Sûreté de l'État, créée pour lutter contre l'OAS à la fin de la Guerre d'Algérie. Le 27 novembre 1975, le ministre de la Défense saisit cette juridiction pour entreprise de démoralisation de l’armée ayant pour but de nuire à la Défense nationale, en vertu de l'article 84 du code pénal, qui prévoit des peines de détention criminelle pouvant aller jusqu'à dix ans,,. Cinquante-trois militaires, syndicalistes et militants politiques sont incarcérés.
À l'appel d'une centaine d'intellectuels et d'artistes de premier plan[réf. nécessaire], un Comité national pour la libération des soldats et militants emprisonnés est constitué et organise des meetings et des manifestations,. Le dernier inculpé est libéré le 5 mars 1976. Un non-lieu est prononcé le 25 août 1978.

## Le syndicalisme des soldats selon IDS
Deux secrétaires nationaux de Information pour les droits du soldat expliquent ainsi leurs convictions :

« Être citoyen sous l'uniforme, c'est bénéficier de tous les droits acquis par les travailleurs de ce pays, mais c'est aussi exercer librement et consciemment un devoir. [...] Syndicalistes en kaki, nous nous revendiquons de l'armée de la Ire République ou de la Résistance et voulons renouer ainsi avec une tradition militaire niée, trahie par les gouvernements précédents. Le service militaire doit être un temps fort d'une formation qui devrait être dispensée aussi sur les lieux d'habitation et de production. »

— Patrick Le Tréhondat et Patrick Silberstein, « Demain, en France, un syndicat de soldats ? », Les Temps Modernes, no 435,‎ octobre 1982, p. 691

## Aux Pays-Bas
Des soldats néerlandais créent des comités qui manifestent en uniforme dans les rues, pour revendiquer avec succès, de nouveaux droits et diffuser un petit bulletin. Ils s'opposent à la professionnalisation de l'armée.
En 1981, un comité de soldats contre les armes nucléaires et l'OTAN (Komitee soldaten tegen kernwapens) manifeste et publie un journal,.